# 恆春黃槿

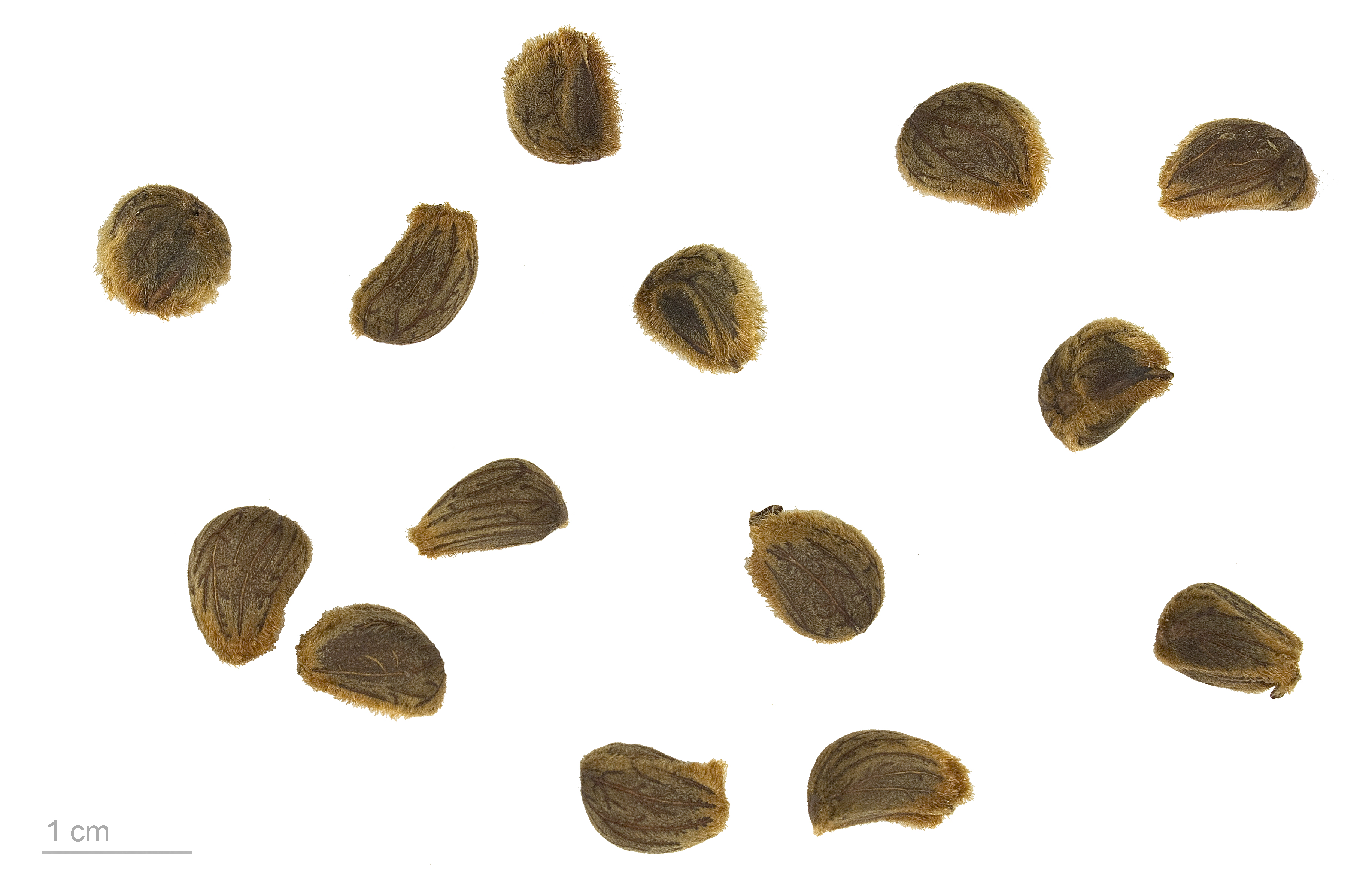
Thespesia populnea

恒春黄槿 （學名： Thespesia populnea），中国大陆以桐棉作为正式名，又称楊葉肖槿 、截萼黃槿、繖楊等，為錦葵科肖槿屬 植物。花期5－8月，果期8－12月。屬典型半紅樹植物。

## 分佈
恒春黃槿長於海邊地區，原產於三亞崖縣。在中國境內，主要分佈於中國廣東一帶，台灣主要分佈於恆春半島海岸熱帶海濱地區，但台灣原產的恒春黃槿族群數量目前正處於小而持續的下降，能繁殖之成熟個體少於250株正處於瀕臨絕滅的階段。亦廣泛分佈於全球熱帶海岸地區。

## 生長
恒春黄槿適合生長於濕潤，高溫陽光充足的環境而排水力良好的中性至微鹼性的壤土或砂質土壤中，常见于热带红树林，作为半红树植物出现。恒春黄槿可抗強風、耐旱耐鹽耐陰性佳，但耐寒性則較差。

## 形態特徵
恒春黄槿是一種常綠灌木或小喬木植物，可高達4－8米，最高亦不過9米。樹皮具纖維質。葉闊卵形，互生，頂端急尖或長漸尖，全緣或微波狀齒緣，基部呈心形，背面披褐色盾狀鱗片，腹面近無毛，長約8－15厘米，寬約7-10厘米；葉柄長約2.5－7.5厘米；葉脈5－7條呈放射狀，較黄槿明顯；托葉線狀披針形，長約7毫米。花單生於葉腋，花冠黃色，於乾後逐漸變成淡紫紅色，小苞片3－5枚，早落，長圓狀披針形，長約8－10毫米；花萼成杯形，外面密披鱗片，內面密生長柔毛，具5尖齒，長約7－9毫米；花梗長約2.5－5厘米；雄蕊管長約2.5厘米；花柱粗糙呈棒狀，頂端5槽紋。果為近球形蒴果，果皮革質，外殼具浮力，成熟時黑色，不完全開裂，直徑約2－3厘米，內含4－20粒數量不等之種子。種子披褐色柔毛，呈三角狀卵形，長約12毫米。

## 用途
恒春黃槿有抗鹽、防風、抗旱和耐水涝的特性，可作為熱帶海岸地區的防風林。果實能作染料及殺虱之用。
恒春黄槿性苦、寒，入肺、肝及大腸三經。全株能清熱解毒，消腫止痛。主治於溫熱病、痔瘡、痢疾及疥癬等。

## 圖片

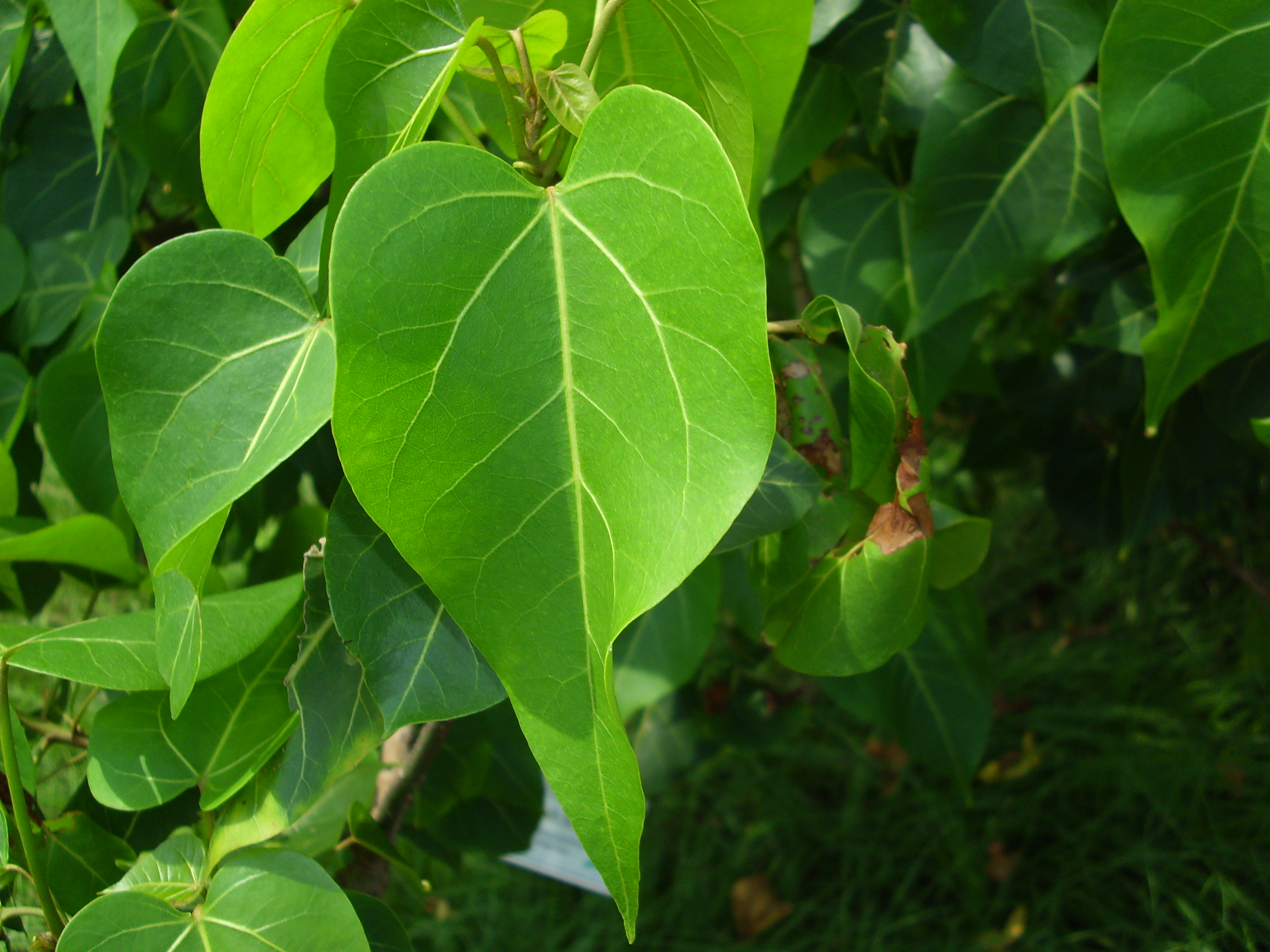
恆春黃槿的葉片
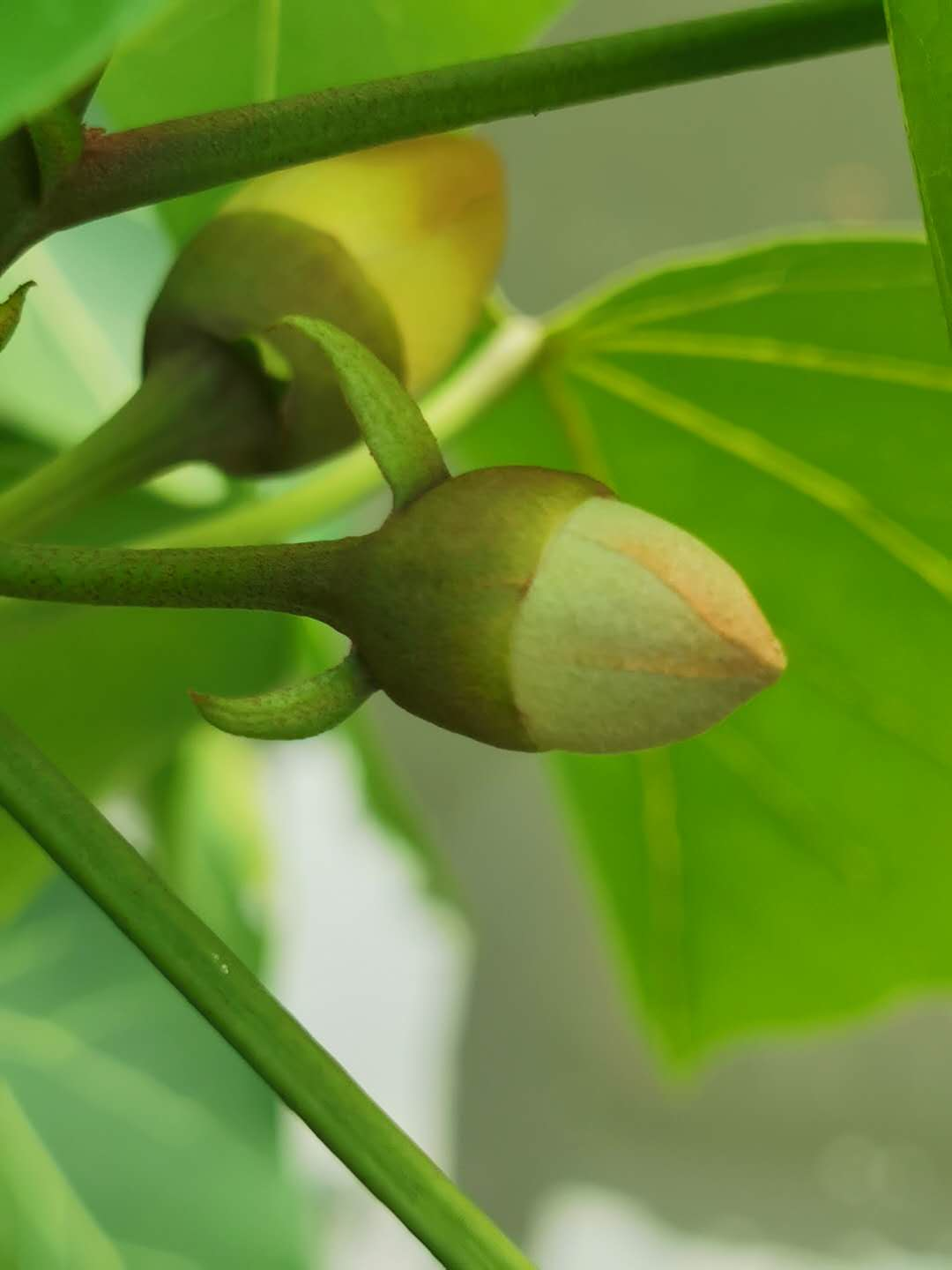
盃狀花萼與小葉般的副萼片
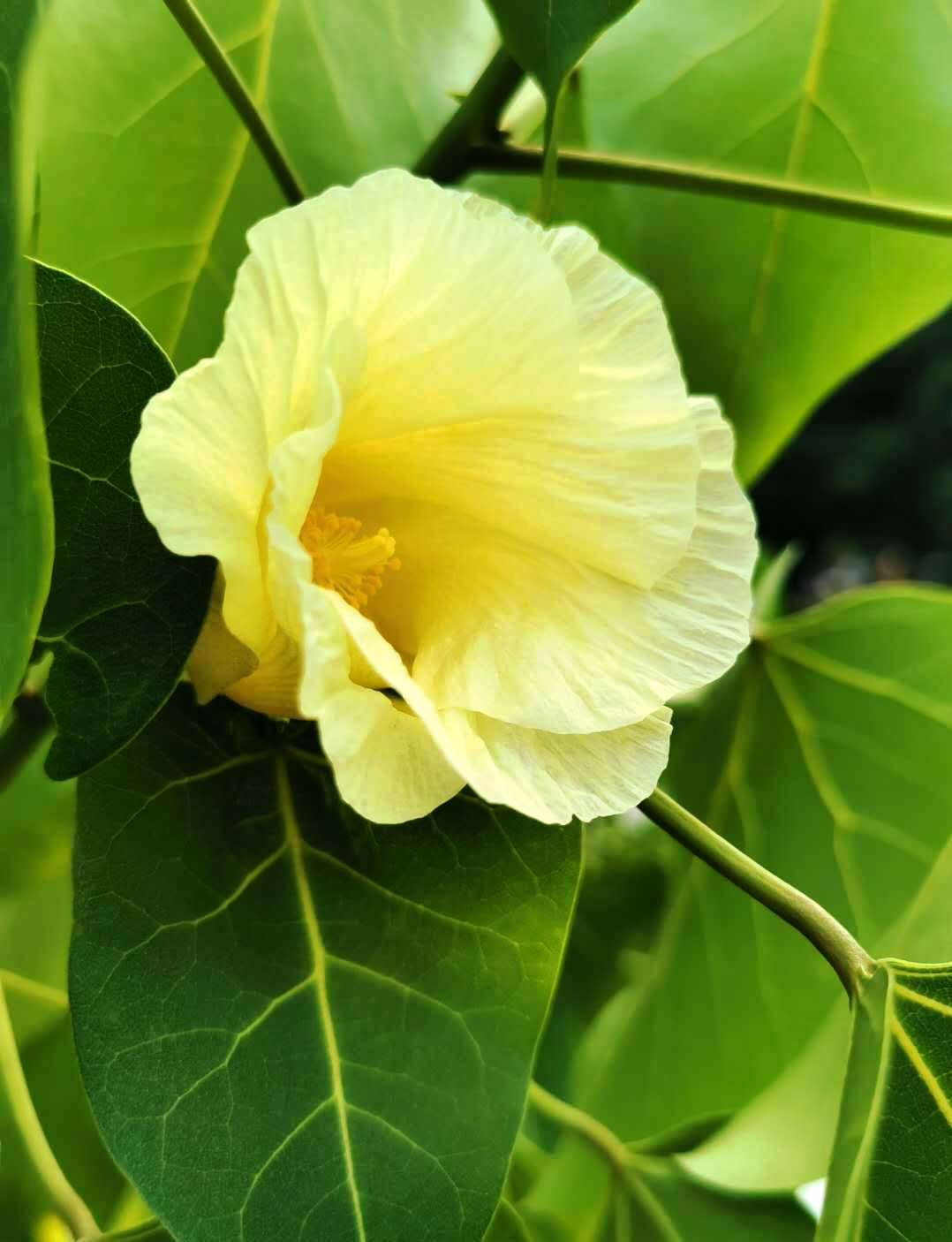
花剛開時為黃色（恆春黃槿屬「一日花」）
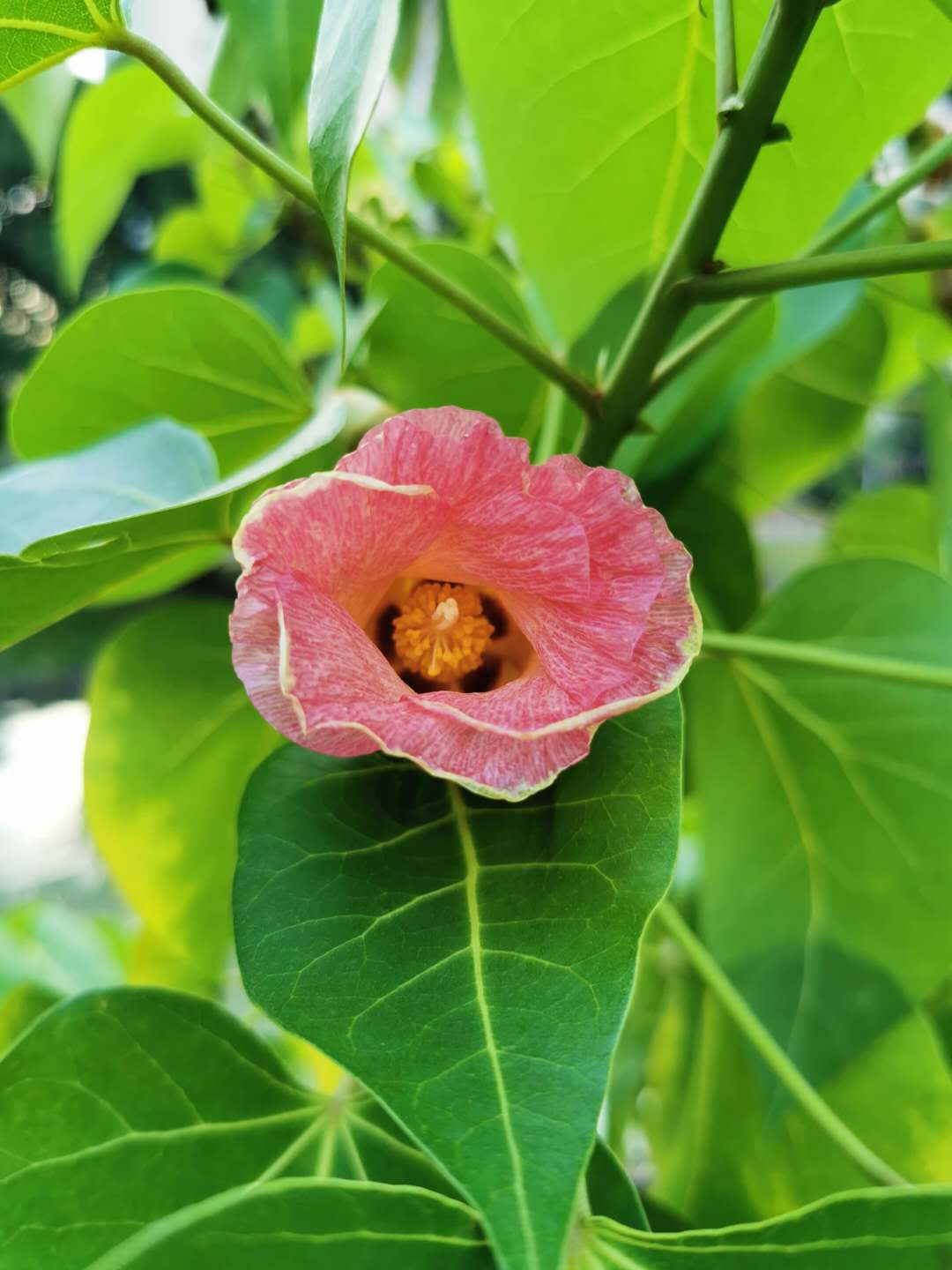
花剛開時為黃色，後逐漸轉為淡紅色

## 外部連結
维基共享资源上的相關多媒體資源：恒春黄槿
- 繖楊 標本 （页面存档备份，存于） 數位典藏聯合目錄
- 繖楊的種子中華民國自然步道協會